# تشارلز ويليام ستون
تشارلز ويليام ساتون (1848-1920) هو أمين مكتبة ومألفًا بريطانيًا.

## حياة مهنية
كان ساتون أمين مكتبة مكتبات مانشستر العامة الحرة. كان أيضًا أمينًا لجمعية شيثام من عام 1890 إلى عام 1920 ومحررًا لجمعية لانكشاير وتشيشير للآثار من عام 1885 إلى عام 1920، كما كان عضوًا في جمعية مانشستر الأدبية والفلسفية

## خطيًا
كان مساهمًا في قاموس السير الوطنية، حيث أنشأ العديد من المقالات للعمل الرئيسي، وبعضها للملحق 1 والملحق 2.

## ميراث
مجموعة رسائله «1887-1908: رسائل إلى جون براونبيل ومراسلات أخرى» محفوظة في أرشيفات مانشستر والدراسات المحلية. رسالته إلى إدوارد آربر موجودة في جامعة برمنغهام: مكتبة كادبوري للأبحاث: مجموعات خاصة. 

## فهرس
إرنست أكسون تشارلز دبليو ساتون، ماجستير، كبير أمناء المكتبات، مكتبات مانشستر العامة، 1879-1920. تقدير مع صورتين (1921).